# Harry Potter y la cámara secreta (película)
Harry Potter y la cámara secreta (título original en inglés: Harry Potter and the Chamber of Secrets) es una película de género fantástico, dirigida por Chris Columbus y distruibuida por Warner Bros. Pictures; está basada en la novela homónima de J. K. Rowling. Es el segundo largometraje de la saga de películas de Harry Potter y de la franquicia Mundo Mágico, y fue escrito por Steve Kloves y producido por David Heyman. Fue la última película que hizo el actor Richard Harris (Álbus Dumbledore) antes de fallecer el mismo año que se estrenó la película.  La historia sigue el segundo año de Harry Potter en Hogwarts, cuando el heredero de Salazar Slytherin abre la cámara secreta, liberando a un monstruo mortífero que petrifica a los alumnos del colegio. La película está protagonizada por Daniel Radcliffe como Harry Potter, junto con Rupert Grint y Emma Watson como Ron Weasley y Hermione Granger respectivamente, los mejores amigos de Harry. Es la secuela de Harry Potter y la piedra filosofal (2001) y la precuela de Harry Potter y el prisionero de Azkaban (2004).
Se estrenó el 15 de noviembre de 2002 en el Reino Unido y Estados Unidos. La película fue un gran éxito de taquilla, recaudando 882.5 dólares a nivel mundial, y ocupa el puesto número 74 en la lista de películas con mayor recaudación de la historia y el número 7 dentro de las de Harry Potter. Fue nominada a tres premios BAFTA en 2003.

## Argumento
Harry Potter pasa el verano con los Dursley y conoce a Dobby, un elfo doméstico que le advierte que no vuelva a Hogwarts o correrá peligro. Cuando Harry se niega, Dobby sabotea una cena importante para los Dursley, que encierran a Harry para impedir su marcha. Ron Weasley, amigo de Harry, y sus hermanos Fred y George lo rescatan en el auto volador de su padre, un Ford Anglia de 1967.
En el callejón Diagon, Harry, los Weasley y Hermione Granger se percatan de una firma de libros de Gilderoy Lockhart, el nuevo profesor de Defensa contra las Artes Oscuras de Hogwarts. Allí, Harry ve al padre de Draco Malfoy, Lucius, introducir un libro en el caldero de Ginny Weasley. Después de que les impidan entrar en el andén nueve y tres cuartos de la estación de ferrocarril de King's Cross, Harry y Ron cogen el coche para ir a Hogwarts. Allí, se estrellan contra el monumento al Whoming. Allí, chocan contra el Sauce Boxeador, rompiendo la varita de Ron, y son castigados.
En el castigo, Harry oye una voz extraña y más tarde encuentra a la gata del conserje Argus Filch, la Sra. Norris, petrificada junto a un mensaje escrito con sangre: "La Cámara de los Secretos ha sido abierta, enemigos del heredero... cuidado". Uno de los fundadores de Hogwarts, Salazar Slytherin, supuestamente construyó una Cámara secreta que contiene un monstruo que sólo su heredero puede controlar, capaz de purgar el colegio de alumnos nacidos de muggles. Para resolver este misterio, Harry, Ron y Hermione planean interrogar a Malfoy, utilizando poción de poliojugos, que elaboran en un cuarto de baño encantado por Myrtle la Melancólica, un fantasma.
Durante un partido de quidditch, una Bludger le rompe el brazo a Harry. Dobby le visita en la enfermería y le revela que cerró la barrera del Andén Nueve y Tres Cuartos e hizo que la Bludger persiguiera a Harry para obligarle a abandonar el colegio. También revela que la Cámara había sido abierta en el pasado. Cuando Harry se comunica con una serpiente, el colegio empieza a creer que es el heredero. Disfrazados de dos amigos de Malfoy, Harry y Ron descubren que no es el heredero, pero se enteran de que una niña nacida de muggles murió la última vez que se abrió la Cámara. Harry encuentra un diario encantado propiedad del antiguo alumno Tom Marvolo Riddle, que abrió la Cámara y culpó a Rubeus Hagrid, lo que provocó su expulsión. Cuando roban el diario y Hermione se queda petrificada, Harry y Ron interrogan a Hagrid. El profesor Dumbledore, el ministro de Magia Cornelius Fudge y Lucius llegan para llevarse a Hagrid a Azkaban y destituir a Dumbledore, pero éste les dice discretamente a los chicos que "sigan a las arañas". En el Bosque Prohibido, Harry y Ron se encuentran con la araña gigante mascota de Hagrid, Aragog, que revela la inocencia de Hagrid y proporciona una pequeña pista del monstruo de la Cámara.
Una página de libro en la mano de Hermione identifica al monstruo como un basilisco, una serpiente gigante que mata a las personas que hacen contacto visual directo con él; las víctimas petrificadas sólo lo vieron indirectamente. El personal del colegio se entera de que Ginny ha sido llevada a la Cámara y nombra a Lockhart para salvarla. Harry y Ron encuentran a Lockhart preparándose para huir, desenmascarándolo como un fraude. Deduciendo que Myrtle era la niña nacida de muggles que el basilisco mató, encuentran la entrada de la Cámara en el baño que ella frecuenta. Una vez dentro, Lockhart intenta detener a Harry y Ron utilizando un encantamiento de memoria. Sin embargo, como se apodera de la varita rota de Ron, el hechizo sale mal, borrando la memoria de Lockhart y provocando un derrumbamiento que separa a Harry de Ron y Lockhart.
Harry entra solo en la Cámara y encuentra a Ginny inconsciente, custodiada por Riddle, que resulta ser el heredero de Slytherin y el yo más joven de Voldemort, y que utilizó el diario para manipular a Ginny para que reabriera la Cámara. Después de que Harry exprese su lealtad a Dumbledore, Fawkes, el fénix mascota de éste, llega con el Sombrero Seleccionador, haciendo que Riddle invoque al basilisco. Fawkes ciega al basilisco y el Sombrero Seleccionador produce la Espada de Gryffindor, con la que Harry lucha contra el basilisco. Tras una lucha, lo mata, pero es envenenado por uno de sus colmillos.
A pesar de su herida, Harry apuñala el diario con el colmillo del basilisco, destruyendo a Riddle y reviviendo a Ginny. Las lágrimas de Fawkes curan a Harry, que regresa a Hogwarts con sus amigos y un desconcertado Lockhart, ganándose los elogios de Dumbledore y la liberación de Hagrid. Harry acusa a Lucius, el amo de Dobby, de plantar el diario en el caldero de Ginny, y lo engaña para que libere a Dobby. Las víctimas del basilisco son curadas, Hermione se reúne con sus amigos y Hagrid es liberado de Azkaban.

## Reparto
| Personaje                    | Actor                  | Doblaje en Hispanoamérica | Doblaje en España       |
| Personajes principales       | Personajes principales | Personajes principales    | Personajes principales  |
| ---------------------------- | ---------------------- | ------------------------- | ----------------------- |
| Harry Potter                 | Daniel Radcliffe       | Claudio Velázquez Suárez  | Axel Amigo              |
| Ron Weasley                  | Rupert Grint           | Carlos Díaz               | Bruno Ramos             |
| Hermione Granger             | Emma Watson            | Mitzy Corona              | Michelle Jenner         |
| Personal de Hogwarts         |                        |                           |                         |
| Albus Dumbledore             | Richard Harris         | César Arias               | Claudio Rodríguez       |
| Rubeus Hagrid                | Robbie Coltrane        | Víctor Hugo Aguilar       | Carlos Kaniowsky        |
| Gilderoy Lockhart            | Kenneth Branagh        | Óscar Gómez               | Salvador Aldeguer       |
| Madame Pomfrey               | Gemma Jones            | Liza Willert              | NA                      |
| Minerva McGonagall           | Maggie Smith           | Queta Leonel              | Luz Olier               |
| Severus Snape                | Alan Rickman           | Rolando de Castro         | Juan Fernández          |
| Pomona Sprout                | Miriam Margolyes       |                           | Yolanda Pérez Segoviano |
| Filius Flitwick              | Warwick Davis          |                           | Eduardo Moreno          |
| Argus Filch                  | David Bradley          | Jesse Conde               | Aparicio Rivero         |
| Irma Pince                   | Sally Mortemore        |                           |                         |
| Mundo mágico                 |                        |                           |                         |
| Lucius Malfoy                | Jason Isaacs           | Alejandro Vargas Lugo     | Carlos Del Pino         |
| Cornelius Fudge              | Robert Hardy           | César Izaguirre           | Victor Agramunt         |
| Arthur Weasley               | Mark Williams          | Mario Sauret              | Julian Rodríguez        |
| Molly Weasley                | Julie Walters          | Anabel Méndez             | Begoña Hernando         |
| Estudiantes de Hogwarts      |                        |                           |                         |
| Rubeus Hagrid (joven)        | Martin Bayfield        | Víctor Hugo Aguilar       | Carlos Kaniowsky        |
| Tom Marvolo Riddle           | Christian Coulson      | Irwin Daayan              | Javier Lorca            |
| Draco Malfoy                 | Tom Felton             | Miguel Ángel Leal         | Nacho Aldeguer          |
| Ginny Weasley                | Bonnie Wright          | Alondra Hidalgo           | Anahi De La Fuente      |
| Fred Weasley                 | James Phelps           | Alfredo Leal              | Jordi Cruz              |
| George Weasley               | Oliver Phelps          | Alfredo Leal              | José Manuel Rodríguez   |
| Oliver Wood                  | Sean Biggerstaff       | Víctor Ugarte             | Adolfo Moreno           |
| Neville Longbottom           | Matthew David Lewis    | Amado Cabrera             | Daniel Weimberg         |
| Colin Creevey                | Hugh Mitchell          |                           | Raúl Rojo               |
| Dean Thomas                  | Alfred Enoch           |                           | Jesús Alberto Pinillos  |
| Seamus Finnigan              | Devon Murray           |                           | Javier Ávila            |
| Percy Weasley                | Chris Rankin           |                           | Pedro Sanz              |
| Justin Finch-Fletchley       | Edward Randell         |                           | Juan Antonio Soler      |
| Penélope Clearwater          | Gemma Padley           |                           |                         |
| Ernie Macmillan              | Louis Doyle            |                           | Noe Alcazar             |
| Lee Jordan                   | Luke Youngblood        |                           | Cecilia Krull           |
| Hannah Abbott                | Charlotte Skeoch       |                           |                         |
| Muggles                      |                        |                           |                         |
| Vernon Dursley               | Richard Griffiths      | Jorge Santos              | Luis Mas                |
| Dudley Dursley               | Harry Melling          | Diego Armando Ángeles     | Raul Alcañiz            |
| Petunia Dursley              | Fiona Shaw             | Norma Iturbe              | Ana Ángeles García      |
| Sra. Granger                 | Heather Bleasdale      |                           |                         |
| Sr. Granger                  | Tom Knight             |                           |                         |
| Personajes no humanos        |                        |                           |                         |
| Nick Casi Decapitado         | John Cleese            | Alfonso Ramírez           | Angel Amoros            |
| Dobby (voz)                  | Toby Jones             | Ismael Castro             | Eduardo Gutiérrez       |
| Aragog (voz)                 | Julian Glover          | Rubén Moya                | Luis Carrillo           |
| Myrtle la llorona            | Shirley Henderson      | Mayra Arellano            | Chelo Vivares           |
| Sombrero Seleccionador (voz) | Leslie Phillips        | Roberto Molina Lopéz      | Ramón Reparaz           |

Créditos Técnicos:
- Dirección de Doblaje: Helgar Pedrini
- Estudio de Doblaje: Audiopost

## Producción

### Escenografía

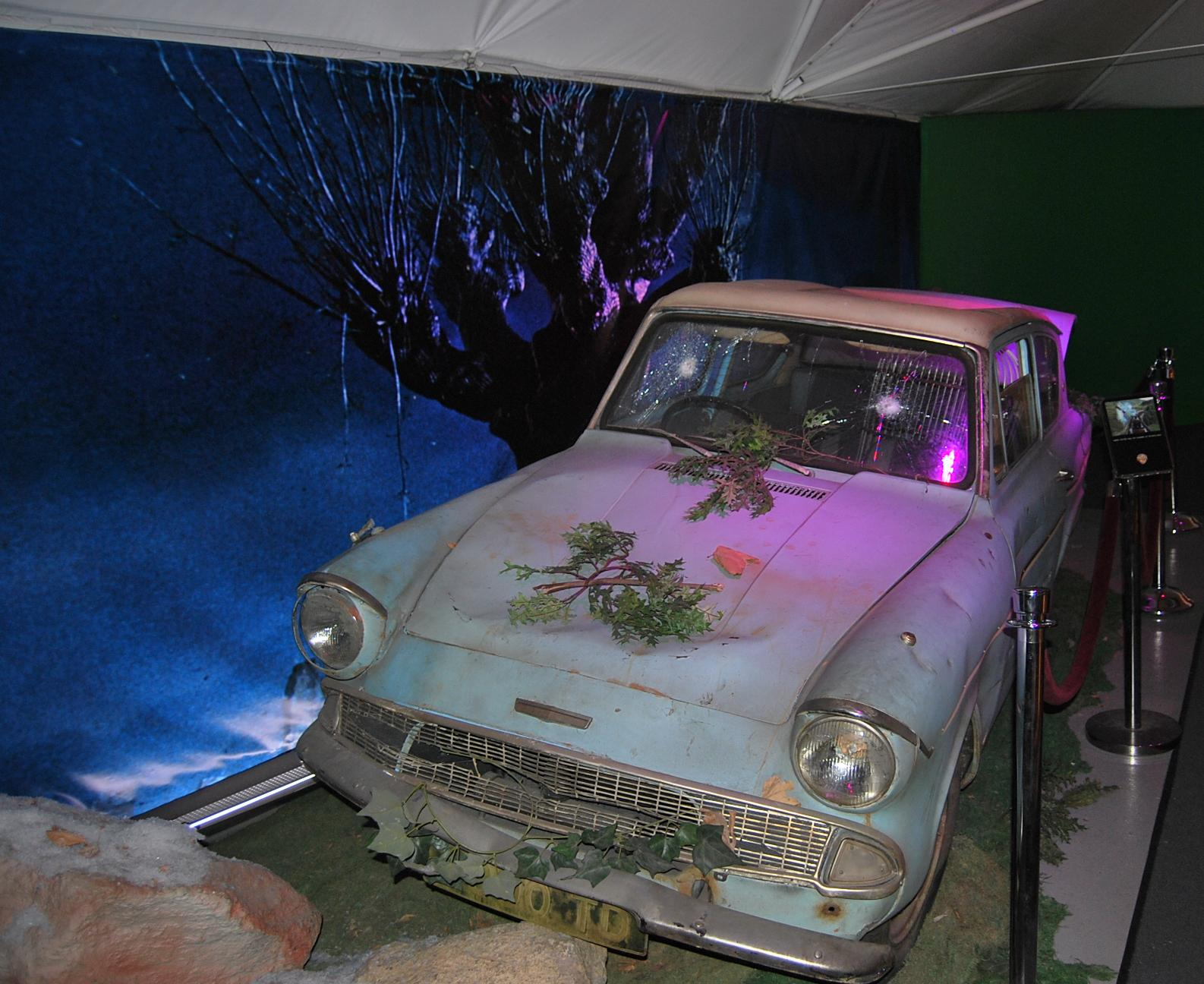
El Ford Anglia volador usado en la película

El diseñador de producción Stuart Craig regresó para diseñar nuevos elementos no vistos en la primera película. Estos incluían La Madriguera, la oficina de Dumbledore (la cual alberga al Sombrero Seleccionador, la Espada de Godric Gryffindor y el escritorio de Dumbledore), Borgin y Burkes, y la Cámara de los secretos.
El auto de Arthur Weasley era un Ford Anglia.

### Rodaje
La producción de Harry Potter y la cámara secreta comenzó el 19 de noviembre de 2001, solo tres días después del estreno de Harry Potter y la piedra filosofal. Las primeras tres semanas de rodaje consistieron principalmente en el trabajo de la segunda unidad de efectos especiales, en su mayoría las escenas del auto volador. La fotografía de primera unidad comenzó más tarde en Surrey, Inglaterra, en el número 4 de Privet Drive, Little Whinging, para las escenas que tomaron lugar en la casa de los Dursley. La filmación continuó en la Isla de Man y en varios lugares en Gran Bretaña; los Estudios de la Warner Bros. de Leavesden, en Londres, hizo varias escenas para Hogwarts. Otras escenas fueron rodadas en Inglaterra, incluyendo el Expreso de Hogwarts fijado en el Andén 9¾ de la Estación de King's Cross. Los famosos claustros de la Catedral de Gloucester en Inglaterra fueron usados como el escenario de Hogwarts. El rodaje concluyó en el verano de 2002, mientras que la película estuvo hasta principios de octubre con la posproducción. A diferencia de la fotografía de la primera entrega, el director Chris Columbus optó por cámaras de mano para Harry Potter y la cámara secreta para permitir más libertad en el movimiento.

### Diseño de sonido
Debido a los eventos que tomaron lugar en Harry Potter y la cámara secreta, los efectos de sonido de la película fueron mucho más costosos que en la primera entrega. El diseñador de sonido y co-supervisor de edición de sonido Randy Thom regresó para la secuela usando Pro Tools para completar el trabajo, el cual incluía conceptos iniciales hechos en Skywaler Sound en California y el trabajo principal hecho en los Estudios Shepperton en Inglaterra.

### Banda sonora
John Williams, quien compuso la banda sonora de la primera película, regresó para musicalizar Harry Potter y la cámara secreta. Musicalizar la película demostró ser una tarea difícil. Williams acababa de completar la banda sonora de Star Wars: Episode II - Attack of the Clones y Minority Report cuando el trabajo estaba por comenzar en Atrápame si puedes. Por esto, William Ross fue contratado para agregar temas de Harry Potter y la piedra filosofal en el nuevo material que Williams componía siempre que tenía una oportunidad. La banda sonora fue lanzada el 12 de noviembre de 2002.
El álbum está conformado por los 20 siguientes temas:

| N.º   | Título                                               | Duración |  |
| 1.    | «Prologue: Book II and the Escape from the Dursleys» | 3:31     |  |
| 2.    | «Fawkes the Phoenix»                                 | 3:45     |  |
| 3.    | «The Chamber of Secrets»                             | 3:49     |  |
| 4.    | «Gilderoy Lockhart»                                  | 2:05     |  |
| 5.    | «The Flying Car»                                     | 4:08     |  |
| 6.    | «Knockturn Alley»                                    | 1:47     |  |
| 7.    | «Introducing Colin»                                  | 1:49     |  |
| 8.    | «The Dueling Club»                                   | 4:08     |  |
| 9.    | «Dobby the House Elf»                                | 3:27     |  |
| 10.   | «The Spiders»                                        | 4:32     |  |
| 11.   | «Moaning Myrtle»                                     | 2:05     |  |
| 12.   | «Meeting Aragog»                                     | 3:18     |  |
| 13.   | «Fawkes Is Reborn»                                   | 3:19     |  |
| 14.   | «Meeting Tom Riddle»                                 | 3:38     |  |
| 15.   | «Cornish Pixies»                                     | 2:13     |  |
| 16.   | «Polyjuice Potion»                                   | 3:52     |  |
| 17.   | «Cakes for Crabbe and Goyle»                         | 3:30     |  |
| 18.   | «Dueling the Basilisk»                               | 5:02     |  |
| 19.   | «Reunion of Friends»                                 | 5:08     |  |
| 20.   | «Harry's Wondrous World»                             | 5:02     |  |
| 70:08 |                                                      |          |  |

## Cambio de la geografía de Hogwarts
A pesar de que muchos creen que los cambios en el castillo de Hogwarts se dan a partir de la tercera entrega, Harry Potter y el prisionero de Azkaban, en esta entrega sí ocurren algunos cambios: 
- La parte del castillo desde el estadio de Quidditch es un poco diferente: dos torres que se encontraban en la primera película son sustituidas por una nueva estructura con forma similar al gran salón pero más pequeño.
- El Campo de Quidditch se encuentra en un valle más bajo que en La piedra filosofal, y alrededor del castillo se aprecian ruinas que antes no estaban.
- El salón de Defensa contra las artes oscuras es más grande e iluminado que el mostrado en La Piedra Filosofal, y se le agrega el despacho del profesor accediendo por unas escaleras (el mismo salón se utiliza en el resto de las películas), además del esqueleto de dragón colgando del techo.
- El salón de clases del profesor Snape es completamente diferente al que aparece en la película anterior; este es más oscuro y siniestro (y a la vez más fiel al libro).
- Se ha agregado otro patio al castillo para colocar al Sauce Boxeador.

## Alteraciones del libro
Para muchos fanáticos, la segunda película es la más fiel al libro, dejando fuera muy pocas historias, y alterando levemente los argumentos.
- Un cambio que se hizo fue que Harry nunca ve a Malfoy en Borgin y Burkes, aunque en realidad este escena fue grabada y más tarde cortada de la película. Aparte, la fiesta de Nick Casi Decapitado nunca es vista, y muestra a Harry, Ron y Hermione encontrando la inscripción en la pared luego del castigo de Harry.
- Cuando los Weasley rescatan a Harry de Privet Drive. En el libro Harry tiene su baúl de Hogwarts escondido en la alacena por el tío Vernon, de modo que los Weasley arrancan los barrotes de la ventana con un gancho, entonces Fred y George entran, abren de forma muggle la puerta de la habitación de Harry y bajan a por el baúl, cuando a punto de marcharse los Dursley despiertan, Vernon agarra del pie a Harry cuando se sube al coche por la ventana, hasta que aceleran y el tío Vernon simplemente se queda mirando por la ventana. En la película Harry ya tiene sus cosas de Hogwarts en el cuarto, y cuando los Weasley arrancan los barrotes los Dursley despiertan, Vernon agarra a Harry del pie, y cuando los Weasley aceleran, éste cae de la ventana y se estampa con el seto.
- En el libro, tras llegar Harry y Ron a Hogwarts con el Ford Anglia volador, espían el interior del Gran Comedor desde una ventana mientras comentan burlonamente la ausencia de Snape hasta que son sorprendidos por éste por detrás. En la película, cuando Harry y Ron llegan, entran directamente al vestíbulo, donde se topan de frente con el señor Filch y la señora Norris, que les recibe sarcásticamente, entonces la escena se corta y aparecen directamente en el despacho de Snape.

- En la película, Hermione repara las gafas rotas de Harry. En el libro, quien las repara es el señor Weasley.

- En el libro se describe a Arthur Weasley como un hombre "algo calvo", sin embargo en las películas el actor que lo interpreta, Mark Williams, no lo es.

- El orden de ingreso al andén 9 y 3/4, en la película, fue: Fred, Percy, George, Ginny, señor y señora Weasley, mientras que Harry y Ron se quedaron fuera. En el libro, el orden es: Percy, señor Weasley, Fred, George, señora Weasley y Ginny. Harry y Ron se quedaron fuera del andén, por lo cual recurren al automóvil mágico para poder ir a Hogwarts.

- En el libro, cuando Harry utiliza los polvos flu pronuncia "Ca-Callejón Diagon" tosiendo. En  el doblaje de Latinoamérica de la película dice "Diagon-al". En el doblaje de España pronuncia "Callejón Digón". En todos los casos la pronunciación es incorrecta, lo cual hace que sea enviado al Callejón Knockturn en vez del Callejón Diagon.

- En la película, Lucius Malfoy y Arthur Weasley se encuentran en Flourish y Blotts y sostienen un tenso intercambio de palabras, sin más. En el libro, después del intercambio de palabras, ambos se van a las manos y son separados por Hagrid.

- Nunca se revela que Filch es un squib, y de la misma manera, por qué no puede realizar magia, sin embargo, una escena eliminada muestra a Harry cogiendo la carta de "Embrujorrápid" del suelo del despacho de Snape, tras el sermón de este, McGonagall y Dumbledore y entregándosela a Filch. Tampoco se explica que todos los petrificados eran nacidos de muggles, cosa que es básica en la trama. Aparte, jamás se muestra que el canto del gallo es mortal para el basilisco, pero a Hagrid se le ve cargando gallos muertos y en una escena eliminada en el DVD, Hagrid le cuenta a Harry que los gallos han sido asesinados.

- En la película, en el Club de Duelo sólo se producen dos encuentros: el de Snape contra Gilderoy Lockhart, y el de Harry contra Malfoy. En el libro son varios los duelos: Snape-Lockhart, Neville-Justin Finch-Fletchley, Ron-Seamus Finnigan, Hermione-Millicent Bulstrode y Harry-Malfoy.

- Los efectos de la poción multijugos fueron alterados. En el libro, cambian la apariencia y voz, mientras en la película no cambian la voz. Esto causó un conflicto con la cuarta película, donde Barty Crouch Jr., disfrazado de Ojoloco Moody, obtiene perfectamente su voz usando poción multijugos. Sin embargo, esto puede ser justificado, ya que en libro Hermione le roba los ingredientes a Snape, mientras que en el película no se menciona de dónde los consiguió, así que posiblemente faltaría un ingrediente para cambiar la voz.

- El hecho de que Hermione no robe los ingredientes de Snape crea un problema en la cuarta película. Snape, en la cuarta, acusa a Harry de robarle ingredientes, injustificadamente. Posiblemente, en las películas alguien pudo haberle notificado a Snape que Harry, Ron y Hermione habían preparado poción multijugos (tal vez la enfermera, quien atendió la mala transformación de Hermione).

- Como cosas secundarias, Hermione en la película sí entiende el término sangre sucia, cosa que en el libro no es así. Además de que en la película Hermione termina explicándolo, cuando en el libro es Ron quien lo hace. Aparte, el basilisco, al perder la vista, trata de escuchar los movimientos de Harry, mientras en el libro lo trataba de oler.

- En la película, la profesora Sprout otorga diez puntos a Gryffindor por las dos respuestas de Hermione acerca de las mandrágoras. En el libro, son veinte los puntos que otorga Sprout, diez por cada respuesta que dio Hermione.

- En el libro, la bludger loca sólo ataca y hiere a Harry en el brazo. En la película, además de Harry, la bludger también atacó a Oliver Wood.

- Neville Longbottom se desmaya en la película al ver la mandrágora. En el libro no hay referencia de ningún desmayo de Neville durante esa clase en el invernadero.

- En la película, Harry mantiene, a distancia, una breve conversación con el Sombrero Seleccionador. En el libro, Harry se pone el Sombrero en la cabeza y habla con él.

- En la película, es la profesora McGonagall en su clase de Transformación quien relata a los estudiantes el misterio de la Cámara de los Secretos y parte de la historia de la fundación de Hogwarts. En el libro, quien da esas explicaciones (en forma algo más detallada, pero escéptica) es el profesor Binns.

- En el libro, Percy Weasley mantiene una relación secreta con la prefecta de Ravenclaw, Penélope Clearwater. En la película, ambos aparecen juntos en una escena, caminando y tomados de la mano, saludando a Nick Casi Decapitado. Además en el libro esta alumna es petrificada junto a Hermione, mientras que en la película esto no se especifica.

- En el libro se describe el pasillo de la Cámara de los Secretos bordeado de altas columnas de piedra con serpientes enroscadas, en la película estas son reemplazadas por enormes bustos de serpientes. Además, la estatua de Salazar Slytherin es descrita de cuerpo completo, en la película solo se muestra la cabeza.

- En la película, el Sombrero Seleccionador estaba tirado en el suelo de la Cámara Secreta cuando saca la Espada de Gryffindor. En el libro, en medio de la pelea contra el basilisco, Harry se coloca el sombrero en la cabeza pidiéndole ayuda, encogiéndose este para hacer aparecer la espada.

- En la película, Harry toma el diario de Riddle del regazo de Ginny, para clavarle el colmillo de basilisco. En el libro, Fawkes toma el diario y desde el aire lo lanza a Harry para poder destruirlo.

- En la película, Fawkes cura a Harry con sus lágrimas después de vencer al basilisco y a Riddle. En el libro, lo hace después de la pelea con el basilisco, pero antes de destruir el diario.
- En la película, Fawkes saca de la cámara a Harry, Ron, Ginny y Lockhart a través de un acantilado que comunica con la cámara por medio de una abertura sobre el busto de Salazar, pues al fondo se ven las puntas de las torres del castillo. En el libro, Fawkes los saca a través de la misma tubería por donde habían entrado.

- En la película, Harry le entrega a Lucius Malfoy el diario destruido con el calcetín dentro de sus hojas, para obtener la libertad de Dobby. En el libro, Harry le entrega a Malfoy el calcetín con el diario dentro.
- En la película, Harry y Ron ven a Dumbledore en el despacho de este último, luego Ron se marcha y Harry y Dumbledore tienen una conversación a solas. En el libro es en el despacho de McGonagall, no el de Dumbledore donde esto ocurre, y al principio están también presentes McGonagall, los señores Weasley, Ginny y Lockhart. Luego Harry y Dumbledore se quedan a solas.

- La película termina con el banquete de fin de curso en Hogwarts, mientras que el libro termina con Harry, Ron y Hermione despidiéndose en Kings Cross, con Harry entregándoles su número de teléfono para que lo llamaran en las vacaciones.

- Por último, la escena final de la película contiene el banquete de cena, con Hagrid llegando a Hogwarts. Hagrid se lleva la fama de la noche, mientras en el libro, está explícitamente escrito que Harry se lleva la noche.

- En el tráiler de la película, se ven escenas extraídas del largometraje final, entre ellas se encuentran: Harry y Ron encierran a Crabbe y Goyle en un armario cuando estaban bajo el efecto de la poción multijugos, Harry sentado con Hedwig en una montaña al otro lado de Hogwarts, Harry, cuando iba a empezar a escribir en el diario de Tom Riddle tiene una charla con la Dama Gris, etc.

- En toda la película Madame Pince apareció en varias escenas sin uso de la palabra. Sin embargo, aparece en una parte haciendo uso de la palabra, esa escena fue filmada y posteriormente cortada de la película, no obstante en el DVD de dos discos, se ve a la señora Pince hablando en una escena.

## Distribución

### Marketing
El metraje para la película comenzó a aparecer en Internet en el verano de 2002, con un tráiler debutando en cines con el estreno de Scooby-Doo. Un videojuego basado en la película fue lanzado a principios de noviembre de 2002 por Electronic Arts para varias consolas, incluyendo GameCube, PlayStation 2, y Xbox. La película también ha seguido el éxito de comercialización establecido por su predecesora, con los informes de falta de productos licenciados de la película hechos por Lego.

### Estreno en cines
La película se estrenó en el Reino Unido el 3 de noviembre de 2002 y en los Estados Unidos y Canadá el 14 de noviembre, antes de su estreno mundial el 15 de noviembre, un año después de Harry Potter y la piedra filosofal.

#### Estrenos Internacionales
| País                                                                          | Fecha de estreno                  |
| ----------------------------------------------------------------------------- | --------------------------------- |
| Alemania                                                                      | Jueves 14 de noviembre de 2002    |
| Argentina                                                                     | Jueves 28 de noviembre de 2002    |
| Australia                                                                     | Jueves 28 de noviembre de 2002    |
| Austria                                                                       | Viernes 15 de noviembre de 2002   |
| Bélgica                                                                       | Miércoles 20 de noviembre de 2002 |
| Belice · Costa Rica · El Salvador · Guatemala · Honduras · Nicaragua · Panamá | Viernes 29 de noviembre de 2002   |
| Bolivia                                                                       | Jueves 5 de diciembre de 2002     |
| Brasil                                                                        | Viernes 22 de noviembre de 2002   |
| Bulgaria                                                                      | Viernes 6 de diciembre de 2002    |
| Chile                                                                         | Jueves 21 de noviembre de 2002    |
| China                                                                         | Viernes 24 de enero de 2003       |
| Colombia                                                                      | Viernes 22 de noviembre de 2002   |
| Corea del Sur                                                                 | Viernes 13 de diciembre de 2002   |
| Croacia                                                                       | Jueves 12 de diciembre de 2002    |
| Dinamarca                                                                     | Viernes 22 de noviembre de 2002   |
| Ecuador                                                                       | Viernes 6 de diciembre de 2002    |
| Egipto                                                                        | Miércoles 15 de enero de 2003     |
| Eslovenia                                                                     | Jueves 5 de diciembre de 2002     |
| España                                                                        | Viernes 29 de noviembre de 2002   |
| Estados Unidos · Canadá                                                       | Viernes 15 de noviembre de 2002   |
| Estonia                                                                       | Viernes 20 de diciembre de 2002   |
| Filipinas                                                                     | Miércoles 13 de noviembre de 2002 |
| Finlandia                                                                     | Viernes 22 de noviembre de 2002   |
| Francia                                                                       | Miércoles 4 de diciembre de 2002  |

| País                         | Fecha de estreno                  |
| ---------------------------- | --------------------------------- |
| Grecia                       | Viernes 29 de noviembre de 2002   |
| Hong Kong                    | Jueves 19 de diciembre de 2002    |
| Hungría                      | Jueves 5 de diciembre de 2002     |
| India                        | Viernes 25 de abril de 2003       |
| Indonesia                    | Miércoles 18 de diciembre de 2002 |
| Islandia                     | Viernes 22 de noviembre de 2002   |
| Israel                       | Jueves 21 de noviembre de 2002    |
| Italia                       | Viernes 6 de diciembre de 2002    |
| Japón                        | Sábado 23 de noviembre de 2002    |
| Letonia                      | Viernes 13 de diciembre de 2002   |
| Lituania                     | Viernes 20 de diciembre de 2002   |
| Malasia                      | Jueves 14 de noviembre de 2002    |
| México                       | Viernes 29 de noviembre de 2002   |
| Noruega                      | Viernes 22 de noviembre de 2002   |
| Nueva Zelanda                | Jueves 28 de noviembre de 2002    |
| Países Bajos                 | Jueves 21 de noviembre de 2002    |
| Perú                         | Jueves 5 de diciembre de 2002     |
| Polonia                      | Miércoles 1 de enero de 2003      |
| Portugal                     | Viernes 29 de noviembre de 2002   |
| Puerto Rico                  | Jueves 21 de noviembre de 2002    |
| Reino Unido Irlanda          | Viernes 15 de noviembre de 2002   |
| República Checa · Eslovaquia | Jueves 12 de diciembre de 2002    |
| Rumania                      | Viernes 20 de diciembre de 2002   |
| Rusia                        | Jueves 26 de diciembre de 2002    |
| Singapur                     | Jueves 14 de noviembre de 2002    |
| Sudáfrica                    | Viernes 29 de noviembre de 2002   |
| Suecia                       | Viernes 22 de noviembre de 2002   |
| Suiza                        | Miércoles 4 de diciembre de 2002  |
| Tailandia                    | Viernes 22 de noviembre de 2002   |
| Taiwán                       | Sábado 16 de noviembre de 2002    |
| Turquía                      | Viernes 29 de noviembre de 2002   |
| Ucrania                      | Jueves 26 de diciembre de 2002    |
| Uruguay                      | Viernes 29 de noviembre de 2002   |
| Venezuela                    | Miércoles 26 de febrero de 2003   |

### Versión casera
La película fue originalmente lanzada en el Reino Unido, Estados Unidos y Canadá el 11 de abril de 2003 tanto en VHS como en DVD (una edición especial de dos discos en formato digipack), el cual incluye escenas extendidas, eliminadas, y entrevistas. El 11 de diciembre de 2007, el Blu-ray de la película fue lanzada. Una Edición Final de la película fue lanzada el 8 de diciembre de 2009, mostrando metraje nuevo, anuncios de televisión, una versión extendida de la película con escenas eliminadas editadas y el largometraje especial Creating the World of Harry Potter Part 2: Characters. La versión extendida de la película tiene una duración de alrededor de 174 minutos, la cual ha sido mostrada previamente en ciertos canales de televisión. En 2020, fue estrenada en streaming, en su plataforma HBO Max.

## Recepción

### Recaudación
Harry Potter y la cámara secreta rompió múltiples récords desde su estreno. En Estados Unidos y Canadá, la película comenzó con 88,4 millones de dólares en su primer fin de semana en 3682 salas de cine, el tercer mejor comienzo hasta el momento, detrás Spider-Man y Harry Potter y la piedra filosofal. También fue la #1 en taquilla por dos fines de semana no consecutivos. En el Reino Unido, la película rompió todos los récords de estreno previamente batidos por Harry Potter y la piedra filosofal. Recaudó 18,9 millones de libras esterlinas durante su estreno incluyendo preestrenos y 10,9 libras sin incluirlos. Terminó haciendo 54,8 millones de libras en el Reino Unido; hasta el momento, es la mayor cifra de todos los tiempos en la región.
La película recaudó un total de 879 millones de dólares mundialmente, lo que la hizo la quinta película con más alta recaudación de todos los tiempos. Fue la segunda película con recaudación más alta de 2002 mundialmente detrás de El Señor de los Anillos: las dos torres y la cuarta en Estados Unidos y Canadá ese año, con 262 millones de dólares detrás de Spider-Man, El Señor de los Anillos: las dos torres y Star Wars: Episode II - Attack of the Clones. Sin embargo, fue la película #1 del año en la taquilla no estadounidense, recaudando 617 millones de dólares comparados con los 584,5 millones de El Señor de los Anillos: las dos torres.

### Crítica
La crítica de la película fue muy positiva y actualmente posee un "Certificado de Frescura" con una calificación del 83% en Rotten Tomatoes (la cuarta película de Harry Potter mejor calificada en el sitio web) y una puntuación de 63/100 en Metacritic representando "reseñas generalmente favorables" (la película de Harry Potter peor puntuada en el sitio web). Roger Ebert llamó a Harry Potter y la cámara secreta "una película fenomenal", y le dio a la película 4 estrellas de 4, especialmente alabando la escenografía. Entertainment Weekly elogió a la película por ser mejor y más oscura que su predecesora: "Y entre las cosas que esta 'Harry Potter' hace muy bien de hecho está profundizar la atmósfera más oscura y aterradora para las audiencias. Esto es como debería ser: la historia de Harry está supuesta para ser más oscura." Richard Roeper elogió la dirección y la fidelidad de la película al libro, diciendo que "Chris Columbus, el director, hace un trabajo realmente maravilloso de ser fiel a la historia pero también llevándola a una era cinematográfica." Variety también dijo que la película era excesivamente larga, pero la elogió por ser más oscura y dramática, diciendo que su confianza y talento intermitente para darle una vida propia aparte de los libros fue algo que Harry Potter y la piedra filosofal nunca logró. A. O. Scott de The New York Times dijo que "en vez de sentirse agitado puedes sentirte maltratado y gastado, pero, al final, también muy decepcionado."
Peter Travers de Rolling Stone condenó a la película por ser demasiado larga y demasiado fiel al libro: "Una vez más, el director Chris Columbus, toma un enfoque humilde a Rowling que ahoga la creatividad y permite que la película se prolongue durante casi tres horas." Kenneth Turan de Los Angeles Times llamó a la película un cliché que es "deja vu nuevamente, lo más probable es que todo lo que pensabas de la primera producción — pro o contra — lo pienses de ésta."

## Premios y nominaciones
| Premio                                                | Categoría                                                                               | Nominado(s)                                                                                       | Resultado |
| ----------------------------------------------------- | --------------------------------------------------------------------------------------- | ------------------------------------------------------------------------------------------------- | --------- |
| BAFTA Children's Awards                               | Mejor película                                                                          | David Heyman, Chris Columbus y Steve Kloves                                                       | Nominados |
| Premios BAFTA                                         | Mejor diseño de producción                                                              | Stuart Craig                                                                                      | Nominado  |
| Premios BAFTA                                         | Mejor sonido                                                                            | Randy Thom, Dennis Leonard, John Midgley, Ray Merrin, Graham Daniel y Rick Kline                  | Nominados |
| Premios BAFTA                                         | Mejores efectos visuales                                                                | Jim Mitchell, Nick Davis, John Richardson, Bill George y Nick Dudman                              | Nominados |
| Premios Saturn                                        | Mejor lanzamiento de edición especial en DVD                                            |                                                                                                   | Nominada  |
| Premios Saturn                                        | Mejor película de fantasía                                                              |                                                                                                   | Nominada  |
| Premios Saturn                                        | Mejor actuación de joven actor o actriz                                                 | Daniel Radcliffe                                                                                  | Nominado  |
| Premios Saturn                                        | Mejor director                                                                          | Chris Columbus                                                                                    | Nominado  |
| Premios Saturn                                        | Mejor vestuario                                                                         | Lindy Hemming                                                                                     | Nominada  |
| Premios Saturn                                        | Mejor maquillaje                                                                        | Nick Dudman y Amanda Knight                                                                       | Nominados |
| Premios Saturn                                        | Mejores efectos especiales                                                              | Jim Mitchell, Nick Davis, John Richardson y Bill George                                           | Nominados |
| Premios Amanda                                        | Mejor película extranjera                                                               | Chris Columbus                                                                                    | Nominado  |
| Premios de la Academia Japonesa                       | Mejor película extranjera                                                               |                                                                                                   | Nominada  |
| Broadcast Music, Inc.                                 |                                                                                         | John Williams                                                                                     | Ganador   |
| Broadcast Film Critics Association Awards             | Franquicia de películas favorita                                                        | Películas de Harry Potter                                                                         | Nominadas |
| Broadcast Film Critics Association Awards             | Mejor compositor                                                                        | John Williams                                                                                     | Ganador   |
| Broadcast Film Critics Association Awards             | Mejor actuación digital                                                                 | Toby Jones (Dobby)                                                                                | Nominado  |
| DVD Exclusive Awards                                  | Mejor conjunto de DVD, nueva película (incluyendo todas las características especiales) | Paul Hemstreet, Jennifer Jones y Jeffrey Lerner                                                   | Nominados |
| DVD Exclusive Awards                                  | Mejores juegos y actividades interactivas                                               | Jennifer Jones, Paul Hemstreet y Jamal Green                                                      | Nominados |
| Premios Empire                                        | Premio especial a la contribución del cine                                              | Películas de Harry Potter                                                                         | Ganadoras |
| Premios Grammy                                        | Mejor álbum de banda sonora para película, televisión u otro medio visual               | John Williams                                                                                     | Nominado  |
| Hollywood Makeup Artist and Hair Stylist Guild Awards | Mejores efectos especiales con maquillaje - Película                                    | Amanda Knight, Jane Royle y Clare Le Vesconte                                                     | Nominados |
| Premios Hugo                                          | Mejor representación dramática - Forma larga                                            | Chris Columbus (director), Steve Kloves (guion) y J. K. Rowling (novela)                          | Nominados |
| Nickelodeon's Kids' Choice Awards                     | Película favorita                                                                       |                                                                                                   | Nominada  |
| London Film Critics' Circle                           | Actor de reparto británico del año                                                      | Kenneth Branagh                                                                                   | Ganador   |
| MTV Movie Awards                                      | Mejor aparición virtual                                                                 | Toby Jones (Dobby)                                                                                | Nominado  |
| Mainichi Film Award                                   | Mejor película de lengua extranjera                                                     | Chris Columbus                                                                                    | Ganador   |
| Motion Picture Sound Editors                          | Mejor edición de sonido en película extranjera                                          | Randy Thom, Dennis Leonard, Derek Trigg, Martin Cantwell, Andy Kennedy, Colin Ritchie y Nick Lowe | Nominados |
| Sociedad de Críticos de Cine Online                   | Mejores efectos visuales                                                                | John Richardson                                                                                   | Nominado  |
| Premios People's Choice                               | Seguidores favoritos de película                                                        | Potterheads                                                                                       | Nominados |
| Premios Phoenix Film Critics Society                  | Mejor película familiar de acción en vivo                                               |                                                                                                   | Ganadora  |
| Premios Phoenix Film Critics Society                  | Mejor actriz joven                                                                      | Emma Watson                                                                                       | Ganadora  |
| Premios Phoenix Film Critics Society                  | Mejor reparto                                                                           | Reparto completo                                                                                  | Nominados |
| Premios Phoenix Film Critics Society                  | Mejor diseño de vestuario                                                               | Lindy Hemming                                                                                     | Nominada  |
| Premios Phoenix Film Critics Society                  | Mejor maquilaje                                                                         | Nick Dudman y Amanda Knight                                                                       | Nominados |
| Premios Phoenix Film Critics Society                  | Mejores efectos visuales                                                                | Jim Mitchell, Nick Davis, John Richardson y Bill George                                           | Nominados |
| Premios Satellite                                     | Mejor DVD juvenil                                                                       | Películas de Harry Potter                                                                         | Nominadas |
| Premios Satellite                                     | Mejores extras de DVD                                                                   | Harry Potter 1, 2, 3 y 4                                                                          | Nominadas |
| Visual Effects Society                                | Mejor animación de personajes en una película de acción en vivo                         | David Andrews, Steve Rawlins, Frank Gavatt y Douglas Smythe (Por la cara de Dobby)                | Nominados |
| Visual Effects Society                                | Mejor composición en una película                                                       | Dorne Huebler, Barbara Brennan, Jay Cooper y Kimberly Lashbrook                                   | Nominados |

## Versión extendida de Warner Bros Estudio
El 7 de agosto del 2005, Warner Bros pasó la película con escenas nuevas. Estas contenían:
- Ron y Harry se encuentran con los reales Crabbe y Goyle después de huir de Malfoy.
- Ron le pregunta a Hermione dónde consiguió sus pelos antes de tomar la poción multijugos.
- Hermione le dice a Harry que la poción estará lista en algunos días.
- Fred y George hacen una broma acerca de Harry hablando pársel.
- Después de que Ron y Hermione le dicen a Harry que habla pársel, Harry se sienta en una montaña al otro lado de Hogwarts con Hedwig.
- Después de que Harry deja la biblioteca, escucha a algunos Hufflepuff hablando de que Harry es el heredero de Slytherin.